# Module d'inertie
Le module de section est un élément indispensable pour le calcul de la résistance à la rupture de différents matériaux. Il dépend de la forme, de la section de ces matériaux et est complémentaire au moment quadratique,.
- Le moment quadratique est une grandeur qui caractérise la géométrie d'une section et se définit par rapport à un axe ou un point.

## Matériaux de forme cylindrique
- Cylindre plein (fig. 9) :

Moment quadratique sur axe xx' (flexion) : {\displaystyle Ixx'={\frac {\pi \cdot D^{4}}{64}}} et le  Module de flexion : {\displaystyle {Ixx' \over v}={\frac {\pi \cdot D^{3}}{32}}} 

Moment quadratique au centre O (torsion) : {\displaystyle Io={\frac {\pi \cdot D^{4}}{32}}} et le Module de torsion : {\displaystyle {Io \over v}={\frac {\pi \cdot D^{3}}{16}}} 

- Cylindre creux (fig. 10) :

Moment quadratique sur axe xx' (flexion) : {\displaystyle Ixx'={\frac {\pi \cdot (D^{4}-d^{4})}{64}}} et le  Module de flexion :  {\displaystyle {Ixx' \over v}={\frac {\pi \cdot (D^{4}-d^{4})}{32\cdot D}}} 

Moment quadratique au centre O (torsion) : {\displaystyle Io={\frac {\pi \cdot (D^{4}-d^{4})}{32}}} et le  Module de torsion : {\displaystyle {Io \over v}={\frac {\pi \cdot (D^{4}-d^{4})}{16\cdot D}}} 

- Tube faible épaisseur (fig. 11) :

Moment quadratique (flexion) {\displaystyle Igz={\pi \cdot {R^{3}}\cdot e}}
Moment quadratique au centre O (torsion) {\displaystyle Io={\ 2\cdot \pi \cdot {R^{3}}\cdot e}}

- Arbre avec rainure de clavette (fig.12) :

Moment quadratique {\displaystyle Io\approx 0,1\cdot {d^{4}}-{\frac {a\cdot b\cdot {d^{2}}}{4}}}

## Matériaux sphériques
- Sphère (fig. 16) de masse {\displaystyle m} :

Moment d’inertie par rapport à l’axe {\displaystyle Ixx'}
{\displaystyle Ixx'={\frac {1}{2}}\cdot m\cdot {R^{2}}}

- Sphère (fig.17) par rapport à un axe extérieur {\displaystyle Iyy'}

{\displaystyle Iyy'={\frac {1}{2}}\cdot m\cdot {R^{2}}+(m\cdot {L^{2}})}

## Matériaux parallélépipédiques
- Parallélépipède (fig.1)  par rapport sa base {\displaystyle xx'}

Moment quadratique : {\displaystyle Ixx'={\frac {b\cdot {h^{3}}}{3}}} et module d’inertie : {\displaystyle {Ixx' \over v}={\frac {2}{3}}\cdot b\cdot {h^{2}}}
- Parallélépipède (fig. 2)  par rapport à l’axe {\displaystyle xx'} passant par son centre :

Moment quadratique : {\displaystyle Ixx'={\frac {b\cdot {h^{3}}}{12}}} et module d’inertie : {\displaystyle {Ixx' \over v}={\frac {b\cdot {h^{2}}}{6}}}
- Parallélépipède (fig. 3)  en son centre {\displaystyle G} :

Moment quadratique (torsion) : {\displaystyle I_{G}={\frac {b\cdot h}{12}}\cdot (b^{2}+h^{2})}
- Parallélépipède percé (fig. 4)  par rapport à l’axe {\displaystyle xx'} :

Module d’inertie : {\displaystyle >{Ixx' \over v}={\frac {b}{6h}}\cdot (h^{3}-d^{3})}

## Divers matériaux profilés
- Profilé en T (fig. 14)  :

Moment quadratique : {\displaystyle I={\frac {(b'\cdot h^{3})+(b\cdot h'^{3})}{12}}} et module d’inertie : {\displaystyle {I \over v}={\frac {(b\cdot h^{3})+(b'\cdot h'^{3})}{6h}}}
- Profilé en I (fig. 15)  :

Moment quadratique : {\displaystyle I={\frac {(b\cdot h^{3})-2(b'\cdot h'^{3})}{12}}} et module d’inertie : {\displaystyle {I \over v}={\frac {(b\cdot h^{3})-2(b'\cdot h'^{3})}{6h}}}
- Profilé tube carré (fig. 5)  :

Moment quadratique : {\displaystyle I={\frac {(b\cdot h^{3})-(b'\cdot h'^{3})}{12}}} et module d’inertie : {\displaystyle {I \over v}={\frac {(b\cdot h^{3})-(b'\cdot h'^{3})}{6h}}}
- Profilé en U (fig. 6)  :

Moment quadratique : {\displaystyle I={\frac {(b\cdot h^{3})-(b'\cdot h'^{3})}{12}}} et module d’inertie : {\displaystyle {I \over v}={\frac {(b\cdot h^{3})-(b'\cdot h'^{3})}{6h}}}
- Profilé carré plein (fig. 7)  :

Moment quadratique à l’axe {\displaystyle xx'} : {\displaystyle Ixx'={\frac {a^{4}}{12}}} et  module d’inertie : {\displaystyle {Ixx' \over v}={\frac {a^{3}}{6}}}
Moment quadratique au centre {\displaystyle O} (torsion) : {\displaystyle Io={\frac {a^{4}}{6}}}
- Profilé triangulaire (fig. 8)  :

Moment quadratique à l’axe {\displaystyle xx'} : {\displaystyle Ixx'={\frac {b\cdot h^{3}}{36}}}